# Victrix cinnamomina
Victrix cinnamomina är en fjärilsart som beskrevs av Rothschild 1914. Victrix cinnamomina ingår i släktet Victrix och familjen nattflyn. Inga underarter finns listade i Catalogue of Life.